# سوران (خلخال)
سوران هي قرية في مقاطعة خلخال، إيران. عدد سكان هذه القرية هو 29 في سنة 2006.